# Wenchengia
Wenchengia  é um gênero botânico da família Lamiaceae.

## Espécies
Wenchengia alternifolia

## Nome e referências
Wenchengia C.Y. Wu & S. Chow, 1965